# Kroktjärnen (Malungs socken, Dalarna, 669205-138978)
Kroktjärnen är en sjö i Malung-Sälens kommun i Dalarna och ingår i Göta älvs huvudavrinningsområde.